# 히치리키

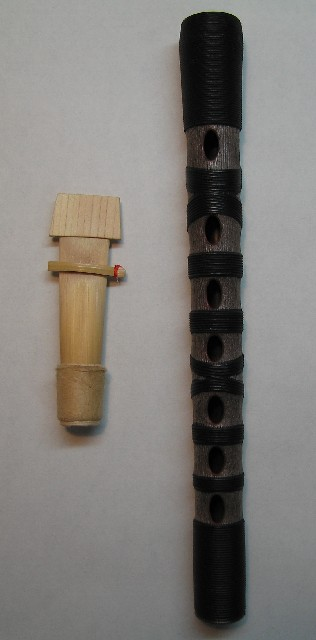
히치리키

히치리키(일본어: 篳篥)는 아악용의 세로피리의 한 가지이다. 나라 시대에 중국으로부터 전래했으며, 현재의 것은 길이 약 18cm의 대나무로 되어있다.